# Parque nacional Río Georges
Río Georges  es un parque nacional en Nueva Gales del Sur (Australia), ubicado a 18 km al suroeste de Sídney. Se entra a la reserva por la vía Henry Lawson, inmediatamente al frente del cruce con la Calle Río. La vía Henry Lawson es una vía de gran tráfico al sur de Sídney. Se puede acceder fácilmente desde el sur por la vía Alfords Point, por el oeste saliendo de la autopista M5, desde el norte saliendo de la vía Davies Road y desde el este sliendo de la vía Forest.

## Datos
- Área: 3,4 km²
- Coordenadas: 33°58′58″S 151°01′56″E / -33.98278, 151.03222
- Fecha de Creación: 24 de abril de 1992
- Administración: Servicio Para la Vida Salvaje y los Parques Nacionales de Nueva Gales del Sur
- Categoría IUCN: V